# 悉尼 (阿肯色州)
悉尼（英語：Sidney）是一個位於美國阿肯色州夏普縣的城鎮。

## 地理
悉尼的座標為36°00′16″N 91°39′33″W / 36.00444°N 91.65917°W，而該地的平均海拔高度為186米（即610英尺）。

## 人口
根據2020年美國人口普查的數據，悉尼的面積為5.40平方千米，皆為陸地。當地共有人口181人，而人口密度為每平方千米35人。